# Abdullah Hamad Muharib
 (décembre 2016).
Si vous disposez d'ouvrages ou d'articles de référence ou si vous connaissez des sites web de qualité traitant du thème abordé ici, merci de compléter l'article en donnant les références utiles à sa vérifiabilité et en les liant à la section « Notes et références ».
Abdullah Hamad Muharib (en arabe :  عبد الله حمد محارب, né en 1946, et mort le 4 mai 2017 est un penseur koweïtien. 
Il est l'auteur de plusieurs livres reconnus dans la thématique de la littérature et de la langue arabe. Il est le directeur général de l'Organisation arabe pour l'éducation, la culture et les sciences (Alecso).